# Stenorista
Stenorista és un gènere d'arnes de la família Crambidae descrit per Paul Dognin el 1905.

## Taxonomia
- Stenorista elongalis Dognin, 1905
- Stenorista fortunata (Schaus, 1912)